# Brigitte Blobel
Brigitte Blobel, eigentlich Brigitte Blobel-van Waasen (* 21. November 1942 in Hamburg; † 7. August 2024), war eine freie deutsche Journalistin, Schriftstellerin und Drehbuchautorin.

## Leben
Blobel wuchs in Hamburg auf, studierte Theaterwissenschaften und Politik und arbeitete in Frankfurt am Main als Redakteurin für Associated Press. Neben ihrer Tätigkeit als freie Journalistin und Drehbuchautorin schrieb sie Bücher für Jugendliche und Erwachsene. Ihre Jugendbücher wurden mehrfach ausgezeichnet, beispielsweise erhielt ihr Jugendroman Zwischen Bagdad und nirgendwo im November 2008 den Jugendbuchpreis Ulmer Unke. In den beiden Enid-Blyton-Büchern Fünf Freunde auf der verbotenen Insel und Fünf Freunde und der blaue Diamant wird Brigitte Blobel als Übersetzerin angegeben; aber offensichtlich hat sie diese Bücher selbst geschrieben, da es diese in der englischen Fassung nicht gibt (siehe auch Fünf Freunde#Brigitte Blobel).
1994 versuchte das ZDF mit einer Familienserie nach Drehbüchern von Brigitte Blobel an den Erfolg der Immenhof-Filme aus den 1950er-Jahren mit Heidi Brühl und Angelika Meissner-Voelkner anzuknüpfen. Die Serie Immenhof hatte aber außer dem Titel nichts mit den Kino-Filmen gemeinsam. Sie brachte es auf 19 Folgen in zwei Staffeln.
Brigitte Blobel war ab 1990 mit Wolfram Bickerich verheiratet. Sie lebten seit 1999 meist auf ihrem kleinen Bauernhof auf Mallorca oder in Hamburg. Aus erster Ehe hatte Blobel zwei erwachsene Kinder. Blobel und Bickerich starben beide am 7. August 2024 im Alter von 81 Jahren. Blobel erkrankte im November 2023 schwer an einer unheilbaren Krankheit.

## Kinder- und Jugendbücher
- Ach, Schwester … F. Schneider, München 1987, ISBN 3-505-09535-4
- Plötzlich ist alles anders. F. Schneider, München 1987, ISBN 3-505-09645-8
- Eine Tür fällt zu – Wenn Eltern auseinander gehen … F. Schneider, München 1988, ISBN 3-505-09722-5
- Kannst du schweigen? Edition Buecherbaer im Ar, 1989, ISBN 978-3-401-07013-1
- Tanzen sehr gut – Mathe ungenügend. F. Schneider, München 1989, ISBN 3-505-09888-4
- Verliebt in Afrika. Aare, Solothurn 1989, ISBN 3-7260-0325-8
- Herzsprung. Aare, Solothurn 1990, ISBN 3-7260-0349-5
- Traumschritte. Aare, Solothurn 1991, ISBN 3-7260-0374-6
- Einen Lehrer liebt man nicht. F. Schneider, München 1991, ISBN 3-505-04428-8
- Meine schöne Schwester. Arena, Würzburg 1992, ISBN 3-401-01696-2
- Die Neue, mein Bruder und ich. F. Schneider, München 1993, ISBN 3-505-04877-1
- Ciao, Bella! F. Schneider, München 1994, ISBN 3-505-08085-3
- Sarahs Traum. F. Schneider, München 1994, ISBN 3-505-08098-5
- Die Traumtänzerin. F. Schneider, München 1994, ISBN 3-505-00013-2
- Sturmfreie Bude. F. Schneider, München 1995, ISBN 3-505-10149-4
- Seine Mutter mag mich nicht. F. Schneider, München 1995, ISBN 3-505-10008-0
- Ohne dich kann ich nicht leben. F. Schneider, München 1995, ISBN 3-505-04206-4
- Spitzentanz. F. Schneider, München 1995, ISBN 3-505-10114-1
- Solo für Sarah. F. Schneider, München 1995, ISBN 3-505-10009-9
- Noahs Wut. Aare, Salzburg 1995, ISBN 3-7260-0435-1
- Mensch, Pia! F. Schneider, München 1996, ISBN 3-505-10483-3
- Bruderherz. F. Schneider, München 1996, ISBN 3-505-10314-4
- Wer mit dem Feuer spielt. F. Schneider, München 1996, ISBN 3-505-10343-8
- Keine Panik, Jenny! Egmont Schneider, München 1997, ISBN 3-505-10708-5
- Lea will es wissen. Egmont Schneider, München 1997, ISBN 3-505-10551-1
- Sofies Geheimnis. Egmont Schneider, München 1998, ISBN 3-505-10710-7
- Heimlich verliebt. F. Schneider, München 1998, ISBN 3-505-10670-4
- Antonia liebt gefährlich. Ueberreuter, Wien 1998, ISBN 3-8000-2550-7
- Liebe, Lügen und Geheimnisse. Arena, Würzburg 1998, ISBN 3-401-04470-2
- Immer wieder Marie. Egmont Schneider, München 1998, ISBN 3-505-10711-5
- Rote Linien. Arena, Würzburg 1999, ISBN 3-401-04899-6
- Saras riskanter Plan. Egmont Schneider, München 1999, ISBN 3-505-11186-4
- Du hast aber Mut! Arena, Würzburg 1999, ISBN 3-401-01996-1
- Alinas letzte Chance. Egmont Schneider, München 1999, ISBN 3-505-11004-3
- Einfach Liebe! Aare, Salzburg 2000, ISBN 3-7260-0539-0
- Romy auf der Suche. Egmont Schneider, München 2000, ISBN 3-505-11270-4
- Das Model. Arena, Würzburg 2001, ISBN 3-401-05124-5
- Für immer, Deine Eva. Egmont Schneider, München 2001, ISBN 3-505-11454-5
- Die Clique. Arena, Würzburg 2002, ISBN 3-401-05354-X
- Tanz ins Glück. Egmont Schneider, München 2002, ISBN 3-505-11757-9
- Die Nächte von Beirut. Ravensburger Buchverlag, Ravensburg 2003, ISBN 3-473-35240-3
- Liebe wie die Hölle. Bedroht von einem Stalker. Arena, Würzburg 2003, ISBN 3-401-05384-1
- Shoppingfalle. Arena, Würzburg 2004, ISBN 3-401-05385-X
- Einfach nur glücklich. Arena, Würzburg 2004, ISBN 3-401-02289-X
- Voll das Leben. Egmont Schneider, München 2004, ISBN 3-505-12060-X
- Ausgeträumt: Endstation Drogenknast. Ravensburger Buchverlag, Ravensburg 2004, ISBN 3-473-35248-9
- Herz im Gepäck. cbj, München 2005, ISBN 3-570-12953-5
- Herzbrennen. Arena, Würzburg 2005, ISBN 3-401-05772-3
- Höhenflug auf Wolke sieben. Nelson, Alsdorf 2005, ISBN 3-86606-218-4
- Hast du schon? Ravensburger Buchverlag, Ravensburger 2005, ISBN 3-473-52271-6
- Roter Zorn. cbj, München 2006, ISBN 3-570-12954-3
- Alessas Schuld. Die Geschichte eines Amoklaufs. Arena, Würzburg 2006, ISBN 3-401-05773-1
- Zwischen Bagdad und nirgendwo. cbj, München 2007, ISBN 978-3-570-12955-5
- Falsche Freundschaft – Gefahr aus dem Internet. Arena, Würzburg 2007, ISBN 978-3-401-02962-7
- Jeansgröße 0. Arena, Würzburg 2008, ISBN 3-401-05774-X
- Böses Spiel. cbj, München 2008, ISBN 978-3-570-13338-5
- Alles nur Show. Ravensburger Buchverlag, Ravensburg 2008, ISBN 978-3-473-52358-0
- Party Girl. Arena, Würzburg 2009, ISBN 978-3-401-06306-5
- Mauer im Kopf. cbt, München 2009, ISBN 978-3-570-30584-3
- Liebe passiert. Arena, Würzburg 2009, ISBN 978-3-401-50112-3
- Bis ins Koma. cbj, München 2010, ISBN 978-3-570-13513-6
- Paulas Sommer. cbj, München 2010, ISBN 978-3-570-40019-7
- Heart crash. Roman Arena, Würzburg 2012, ISBN 978-3-401-06511-3
- Blind date: wenn Liebe sehen lässt. Arena, Würzburg 2012, ISBN 978-3-401-50385-1
- Dunkles Schweigen. cbj, München 2013, ISBN 978-3-570-40162-0
- Der rechte Weg. cbj, München 2014, ISBN 978-3-570-15551-6
- Liebestot. cbj, München 2014, ISBN 978-3-570-40243-6
- Kein Weg zu weit: ein Mädchen zwischen Flucht und Hoffnung. Arena, Würzburg 2016, ISBN 978-3-401-60220-2
- 12 erste Male. cbj, München 2016, ISBN 978-3-570-15552-3

### Reihen
- Die Power-Girls
- Neues vom Süderhof (Bücher 1–23)
- Zweistein & Co.
- Jette und Nette (1980, sieben Bände)

### Enid-Blyton-Geisterbände
- Rätsel um die Falschmünzer, 1977, ISBN 978-3-570-02777-6
- Die verwegenen Vier retten das große Pferderennen, 1977, ISBN 978-3-570-02104-0
- Fünf Freunde auf der verbotenen Insel, 1977, ISBN 978-3-570-06545-7
- Fünf Freunde und der blaue Diamant, 1979, ISBN 978-3-570-06161-9

## Romane
- Die Hörigen. Herbig, München 1982, ISBN 3-7766-1219-3
- Das Haus des Portugiesen. Blanvalet, München 1986, ISBN 3-7645-5852-0
- Die Kolumbianerin. Blanvalet, München 1987, ISBN 3-7645-3300-5
- Der Duft des Fremden. ECON-Verlag, Düsseldorf 1992, ISBN 3-430-11375-X
- Lockruf. Aare, Salzburg 1994, ISBN 3-7260-0388-6
- Der Ruf des Falken. ECON-Verlag, Düsseldorf 1994, ISBN 3-430-11377-6
- Das kalte Land. von Schröder, Düsseldorf 1996, ISBN 3-547-71438-9
- Die Kerze brennt nur bis zum Morgenrot. Wunderlich, Reinbek 1998, ISBN 3-8052-0633-X
- Mörderherz. Wunderlich, Reinbek 1999, ISBN 3-8052-0634-8
- Die dunklen Wasser der Trägheit. Rowohlt, Reinbek 2000, ISBN 3-499-22817-3
- Der schönste Platz der Welt: Sylt. Rowohlt, Reinbek 2000, ISBN 3-499-26254-1
- Die Liebenden von San Rafal. Ullstein, München 2001, ISBN 3-550-08333-5
- Mutterglück. Hamburger Abendblatt, Hamburg 2001, ISBN 3-921305-38-1
- Der andere Sohn. Ullstein, München 2004, ISBN 3-550-08422-6
- Glückssucher. Ullstein, Berlin 2005, ISBN 978-3-550-08635-9
- Ein Jahr Leben. List, Berlin 2007, ISBN 978-3-471-79549-1
- Drama Princess. Arena, Würzburg 2010, ISBN 978-3-401-50177-2
- Feuerprüfung. Arena, Würzburg 2014, ISBN 978-3-401-06510-6

## Drehbücher
- Liebe, Lügen und Geheimnisse (1998)
- Wie angelt man sich seinen Chef (1999)
- Weihnachtswolf (2000)
- Lotto-Liebe (2000), Komödie
- Hand in Hand (2001)
- Wenn zwei sich trauen (2001)
- Vittorio – Momente des Glücks (2001)
- Das unbezähmbare Herz (2002), Zweiteiler
- Das Traumhotel – Sterne über Thailand (2003)
- Mit deinen Augen (2004), Liebesfilm
- Das Traumhotel – Überraschung in Mexiko (2005)
- u. a. Fernsehserien Immenhof, Mensch, Pia!, Kap der guten Hoffnung (2003), Paulas Sommer, Jugendserie (2007)
- Schatten der Vergangenheit (2009), Ganghofer-Adaption
- Eine Liebe in St. Petersburg (2008)
- Der letzte Patriarch (2010)
- Almuth und Rita (2014)